# Little Ego
Little Ego es una historieta italiana de género erótico y fantástico, escrita y dibujada por Vittorio Giardino.
Apareció por primera vez en la revista Glamour International Magazine número 12, en enero de 1984.

## Publicaciones
Posteriormente a su debut en la revista Glamour International Magazine, Little Ego apareció regularmente en varias revistas de Europa y América como, por ejemplo: Comic Art entre los años 1985 y 1989; Epix entre 1986 y 1990; Heavy Metal entre 1993 y 1994; y en la revista Cimoc de Norma editorial durante los años 80'.

## Argumento
Little Ego es una parodia del clásico Little Nemo in Slumberland. En la obra de Giardino, el personaje principal, llamada Ego, es una joven mujer que sufre diversos sueños eróticos, razón por la cual está recibiendo un tratamiento psicoanalítico. Cada historia termina con Ego despertando de su sueño erótico realizando algún comentario sobre lo soñado y su psicoanalista.